# Urząd Pracy w Poznaniu
Urząd Pracy w Poznaniu – zabytkowy budynek Powiatowego Urzędu Pracy, zlokalizowany na poznańskiej Wildzie, przy ul. Czarnieckiego 9, wybudowany już pierwotnie z przeznaczeniem na urząd pośrednictwa pracy.
Obiekt usytuowany przy wschodniej pierzei ulicy, na niewielkim spadku w kierunku południowym, w niewielkiej odległości od centrum dzielnicy, czyli Rynku Wildeckiego.
Budynek wzniesiono w drugiej połowie lat 20. XX wieku, według projektu Józefa Schneidera (autora m.in. Izby Skarbowej w Poznaniu przy Alejach Niepodłegłości – obecnie część Urzędu Wojewódzkiego). Obiekt charakteryzuje się skromną dekoracją i kubicznym kształtem, mimo zastosowania klasycznego podziału bryły. Na zapleczu znajdowały się dwa skrzydła i podwórko z fontanną (potem dodatkowo zabudowane przez okupantów niemieckich). Po II wojnie światowej w gmachu mieściły się różnorakie biura, a po 1989, wraz z powrotem gospodarki rynkowej, wróciła także pierwotna funkcja budynku.
W pobliżu znajdują się inne ważne realizacje wildeckie: Politechnika Poznańska, Paulinum, dawny Dom Starców, szkoła przy ul. Prądzyńskiego, czy zabudowania ZNTK Poznań.